# Kendra Sunderland
Kendra Sunderland   (Salem, 16 de juny de 1995) és una model i actriu de cinema porno nord-americana. Es va fer coneguda com a "Library Girl" després que realitzés un vídeo de càmera web amb una actuació d'aficionada a la biblioteca d'estudiants de la Universitat Estatal d'Oregon i aquest es va fer viral el 2015. El 2020, va signar un contracte amb la productora pornogràfica Brazzers.

## Primers anys de vida
Nascuda el 16 juny de 1995 a Salem (Oregon), es va graduar a la West Salem High School l'any 2013, on va destacar acadèmicament. Aquell mateix any entrà a la Universitat Estatal d'Oregon on assistí a classes de negocis i economia. Tenia previst convertir-se en assessora o comptable, però finalment va perdre l'interès per fer treballs d'oficina tradicionals.
Durant la seva estada a la universitat va treballar en un restaurant a Lebanon (Oregon) i com a cambrera a Corvallis (Oregon), així com de camgirl, feines amb les quals es pagava els estudis.

## Carrera
Sunderland es va registrar a un lloc de reproducció en línia de càmeres web l'octubre de 2014 i va guanyar centenars de dòlars al dia. Un usuari li va suggerir que actués en un lloc públic per guanyar més diners i va utilitzar la biblioteca de la Universitat Estatal d'Oregon, on va exposar els seus pits i es va masturbar. Obtingué prop de 300.000 visites i 700 dòlars de benefici en menys de dues hores del xou. Però el gener de 2015, un usuari anònim va gravar el vídeo i el va penjar a Pornhub, on posteriorment es va fer viral i ella es convertí en una celebritat local. A causa de les circumstàncies virals, no esperava usar el seu nom real en la seva carrera pornogràfica.
El vídeo posà en la pista a la policia, que la detingué el 27 de gener de 2015 per indecència pública. Aquesta detenció acabà de fer-li encara més fama en el món de la pornografia i li obrí les portes a la indústria pornogràfica. Aquell mateix any fou contactada per la revista Playboy i també per la Penthouse per realitzar algunes sessions fotogràfiques. I Penthouse a més la proclamà Pet of the Month aquell mateix mes de maig.
La Universitat Estatal d'Oregon la va expulsar i li va prohibir l'accés al campus; el lloc web on es va exposar a la càmera també li va prohibir l'accés i va enfrontar-se a càrrecs penals per indecència pública i una multa de més de 6.000 dòlars. Es va declarar culpable dels càrrecs i va pagar una multa de 1.000 dòlars. Els seus pares també li van tallar el finançament econòmic com a reacció al cas.
Debutà com a actriu pornogràfica l'any 2015 de la mà del director Greg Lansky i les seves companyies Vixen i Tushy. L'any 2017, aconseguí la seva primera nominació i guanyà el Premi AVN, junt amb Mick Blue, a la Millor escena de noi/noia per la pel·lícula Natural Beauties, per la qual també fou nominada als Premis XBIZ en la categoria de Millor escena de sexe en pel·lícula de tot sexe.
Kendra acabaria traslladant-se a Los Angeles, Califòrnia, per fer prosseguir amb la carrera professional en la pornografia, i va guanyar un premi dels fans per "Les tetes més boniques" als premis Pornhub inaugurals del 2018, pels quals el raper Kanye West va fer productes de marxandatge en forma de dessuadores.
Ha rodat més de 90 pel·lícules com a actriu pornogràfica.